# Kambsdalur
Kambsdalur ("fjeldrygs-dal") eller Á Ytra Dali er Færøernes yngste bygd, og ligger på Eysturoys østkyst 3 km syd for Fuglafjørður i dalsystemet Ytri Dalur ("Yderdalene").
Området blev 1981 købt af Fuglafjørður kommune. 5. Oktober 1985 bosatte de første indbyggere sig. 1. Januar 2005 var der allerede 41 parcelhuse med i alt 170 indbyggere.
Kambsdalur har også udviklet sig til et vigtig servicecentrum for det nordlige Eysturoy med sportshal, tømmerhandel og værksteder.
1990 indviedes et moderne skolecentrum med handelsskole og gymnasium. Dengang var der tilknyttet 25 lærere med omkring 160 elever. Siden er handelsskolen og gymnaiset, samt HF blevet fusioneret, og er nu én og samme institution, som kaldes Miðnám á Kambsdali. Miðnám á Kambsdali udbyder seks forskellige faglige retninger, samt én nordisk gymnasial retning, der udbydes sammen med gymnasier i Danmark, Island og Grønland. De studerende på den nordiske retning tager dele af deres uddannelse skiftevis i hvert af landene. Tilsammen er der pr. 2020 tilknyttet 500 elever til skolen.
Der er gode busforbindelser til nabobygderne. Kambsdalur hvde i mange år en spejderhytte, hvor der var mulighed for at grupper kunne overnatte, men dette blev afviklet i 2008, da Fuglefjord kommune købte bygningen, som siden har været rammen for det kommunale fritidstilbud og folkeskoleelever, som er i bygningen efter daglig skolegang.
En middelsvær vandrevej fører ca. 3,5 km over fjeldet til Skálafjørður.